# Наводнение в Великобритании (2007)
Наводнение в Великобритании (2007) — одно из самых разрушительных наводнений в Великобритании за всю национальную историю.
Национальная метеорологическая служба Объединенного Королевства сообщила, что за период с мая по 22 июля 2007 года среднее количество осадков в Англии и Уэльсе составило 387,6 мм. Такое количество осадков не наблюдалось ни разу с начала регулярных метеонаблюдений (с 1766 года). В частности, за 24 часа в июне в Филингдейле (графство Северный Йоркшир) выпало 103,1 мм, а рекордное количество осадков отмечено в местечке Першор Колледж , графство Вустершир, на западе Англии, где за сутки 20 июля 2007 года выпало 120,8 мм осадков (по другим данным — 142,2 мм).